# AN 52
AN 52 foi uma bomba nuclear da França. Ela era portada por caça-bombardeiros da Força Aérea Francesa.
A arma foi testada pela primeira vez em 28 de agosto de 1972, e entrou em serviço em outubro do mesmo ano. Entre 80 e 100 bombas foram manufaturadas para o uso em aeronaves de combate táticas francesas.
O AN 52 tinha 4.2 m de comprimento e uma massa de 455 kg. Ela compartilhava a ogiva MR 50 CTC (charge tactique commune - ogiva tática comum) do míssil Pluton, com duas opções de rendimento: uma versãod e baixo rendimento de 6 a 8 quilotons e uma versão de alto rendimento com 25 quilotons. As aeronaves capazes de leva-la eram Dassault Mirage IIIE, SEPECAT Jaguar A, e Dassault Super Étendard. Também foi temporariamente carregada pelos primeiros 30 Dassault Mirage 2000N-K1, caças de ataque nuclear, antes da introdução do caça de ataque nuclear padrão, o Mirage 2000N-K2, que era armado pelo míssil de cruzeiro ASMP.
Ela foi retirada em 1992, em favor do míssil ASMP.

## Referencias
- Norris, Robert, Burrows, Andrew, Fieldhouse, Richard Nuclear Weapons Databook, Volume V, British, French and Chinese Nuclear Weapons, San Francisco, Westview Press, 1994, ISBN 0-8133-1612-X